# Convict Stage
Convict Stage est un film américain réalisé par Lesley Selander, sorti en 1965.

## Synopsis
Au cours de l'attaque d'une diligence, les frères Sims abattent le cocher, le garde et l'unique passagère Beth Lattimore. Au cours de leur fuite, le vieux Marshal Karnin parvient à les capturer. Il escorte ensuite la diligence qui emmène les Sims à leur procès.
Ma Sims, leur mère qui est au courant des faits, jure de tout faire pour délivrer ses fils. De son côté, Ben Lattimore, le frère de Beth ayant appris sa mort, décide de la venger en tuant les Sims.
Le Marshal parvient toutefois à le convaincre après qu'il eut rejoint le convoi, de n'en rien faire et de se joindre à eux pour les aider à protéger la diligence en prévision d'une attaque visant à délivrer les meurtriers.
Mais c'était sans compter sur la présence parmi les passagers de Ma Sims que personne n'a reconnue.

## Fiche technique
- Titre : Convict Stage
- Réalisation : Lesley Selander
- Scénario : Daniel Mainwaring d'après une histoire de Don 'Red' Barry
- Musique : Richard LaSalle
- Directeur de la photographie : Gordon Avil
- Production : Hal Klein
- Durée du film : 71 minutes
- Film en noir et blanc
- Genre : western
- Date de sortie 
  - États-Unis : 1965

## Distribution
- Harry Lauter : Ben Lattimore
- Don 'Red' Barry : Marshal Jethro Karnin
- Jodi Mitchell : Sally Lattimore
- Hanna Landy : Mrs. Gregory
- Joe Patridge : Jeb Sims
- Eric Matthews : Johnny Sims
- Walter Reed : Sam Gill
- Michael Carr : Piute
- Fred Krone : Dixon
- George Sawaya : Adam Scott
- Karl MacDonald : Bates